# Рагдан
Рагда́н (рос. Рагдан, азерб. Raqdan) — гірська вершина у північно-східній частині Великого Кавказу. Знаходиться на кордоні Росії (півдні Дагестану) та Азербайджану.